# Le Bassin aux Nymphéas

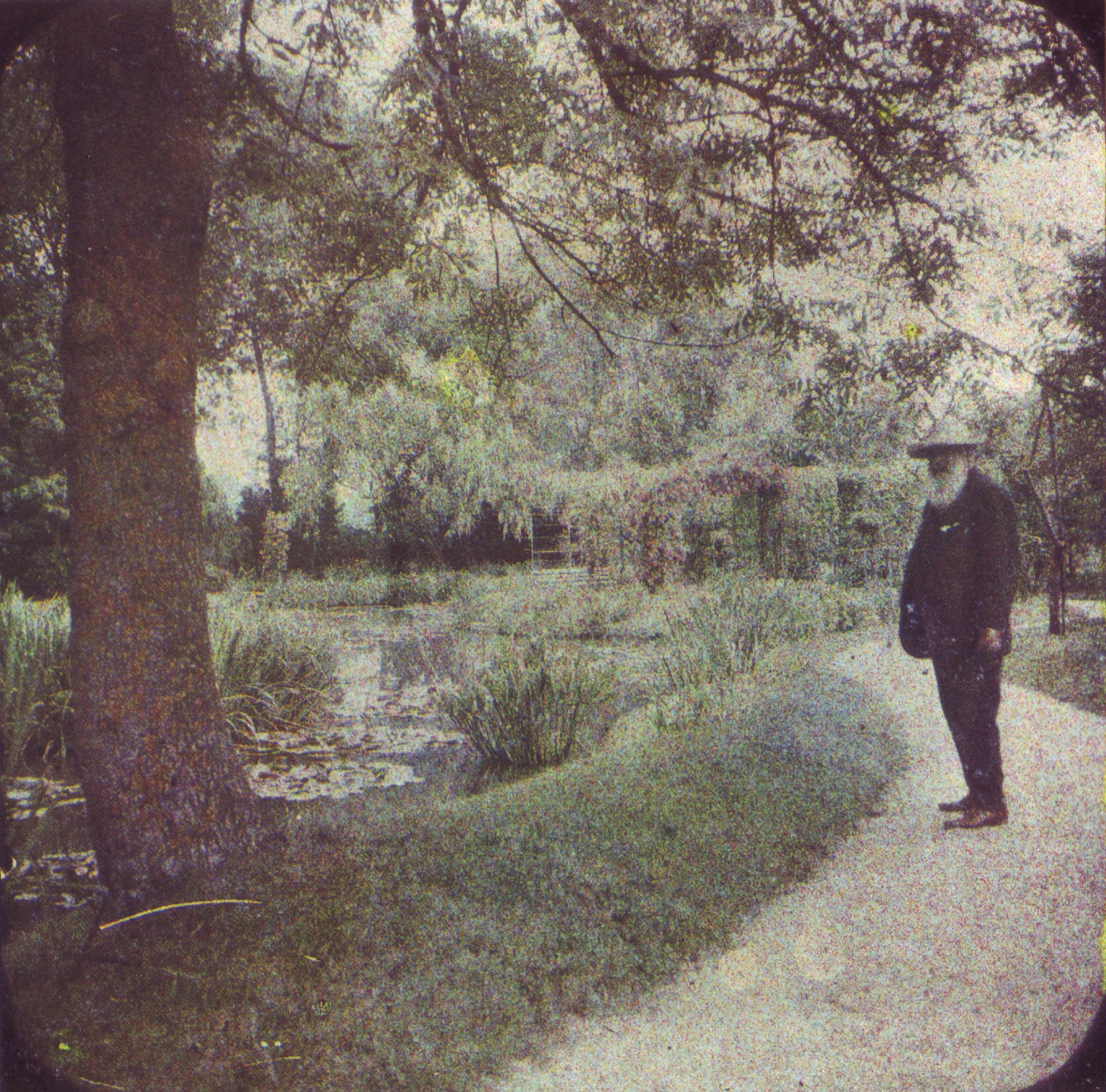
Monet an seinem Gartenteich, um 1917

Le Bassin aux Nymphéas (dt. Seerosenteich) ist ein Gemälde des französischen impressionistischen Malers Claude Monet aus dem Jahr 1919 aus dessen etwa 250 Werke umfassender Serie Les Nymphéas (dt. Seerosen). Es entstand in Giverny zur Zeit von Monets schon fast vollständiger Erblindung in Öl auf Leinwand und misst 100,4 cm × 201 cm.
Im Garten seines Hauses, in dem er auch starb, gab es mehrere Arten von Seerosen, die er in verschiedenen seiner Gemälde wiedergab. Im Bassin aux Nymphéas überwiegen verschiedene Grün-Schattierungen der Wasserpflanzen mit vereinzelten aufgehenden Seerosenblüten, die an einem Streifen bläulichen Wassers wachsen.
Am 24. Juni 2008 wurde das Werk, das zuvor seit 1926 nur einmal öffentlich zu sehen war (bei einer Versteigerung von Sotheby’s in New York im Jahr 1971), bei Christie’s in London für 40,9 Mio. Britische Pfund (51,6 Mio. Euro) an einen Privatmann versteigert, was einen Rekord für ein Bild von Monet darstellte.